# Pseudobagrus tenuifurcatus
Pseudobagrus tenuifurcatus es una especie de peces de la familia Bagridae en el orden de los Siluriformes.

## Distribución geográfica
Se encuentra en la China.